# Fuke Zen

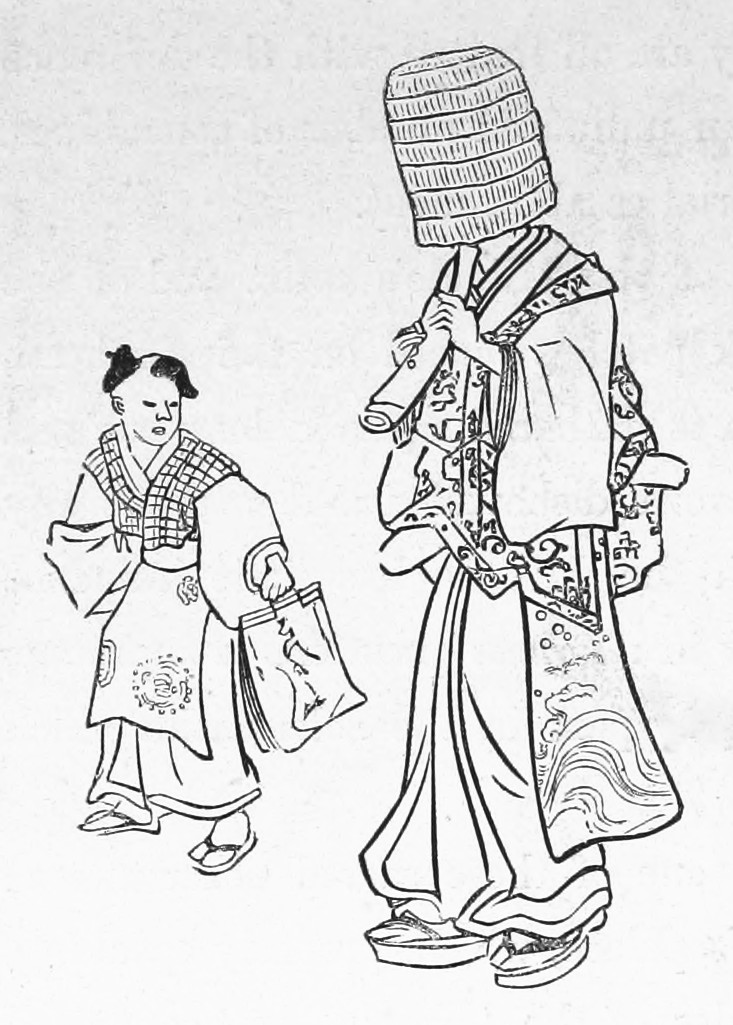
Un komusō (monje de la secta Fuke) con un sombrero de cesta (天蓋 tengai o tengui) y tocando el shakuhachi.

Fuke-shū (普化宗, "secta Fuke") o Fuke Zen fue, según cuenta la leyenda, una escuela distinta y efímera derivada del budismo zen que se originó como una rama de la escuela Rinzai durante la era feudal de Japón, que duró desde el siglo XIII hasta finales del siglo XIX. Sin embargo, no hay registros históricos que respalden esto.
El Fuke-shū encontró sus raíces filosóficas en el excéntrico maestro zen Puhua (en japonés, Fuke), así como similitudes y correspondencias con la Escuela Linji temprana, una de las Cinco Casas de Chan, y con las tradiciones anteriores del budismo Chan, particularmente la "Iluminación súbita" de Huineng en la China Tang. La conexión con el maestro zen Puhua no se ha establecido en los registros históricos, a excepción de un texto que se publicó en 1795, pero es muy probable que sea una historia inventada para institucionalizar a los monjes de la secta Fuke.
Los komusō, monásticos Fuke, se destacaron por tocar el shakuhachi como una forma de meditación conocida como suizen ("meditación que sopla"), una innovación del anterior zazen ("meditación sentada") de otras sectas zen. El Fuke Zen se caracterizó en la imaginación pública de Japón por monjes que tocaban la flauta shakuhachi mientras usaban un gran sombrero de canasta tejida o tengai (天 蓋) que cubría toda su cabeza mientras peregrinaban.
La base teórica del Fuke-shū era enfatizar el concepto del aspecto incomunicable de la iluminación, un ideal que se remonta a varias sectas budistas y se transmite en paradójicos escritos zen como el Sutra del descenso de Buda a Sri Lanka, el Sutra del diamante y el "Sermón del torrente sanguíneo" de Bodhidharma. Por lo tanto, los monjes de Fuke rara vez cantaban sutras u otros textos budistas, sino que confiaban en partituras de música sagrada interpretada en el shakuhachi, llamadas Honkyoku para expresar y transmitir el despertar.[cita requerida]

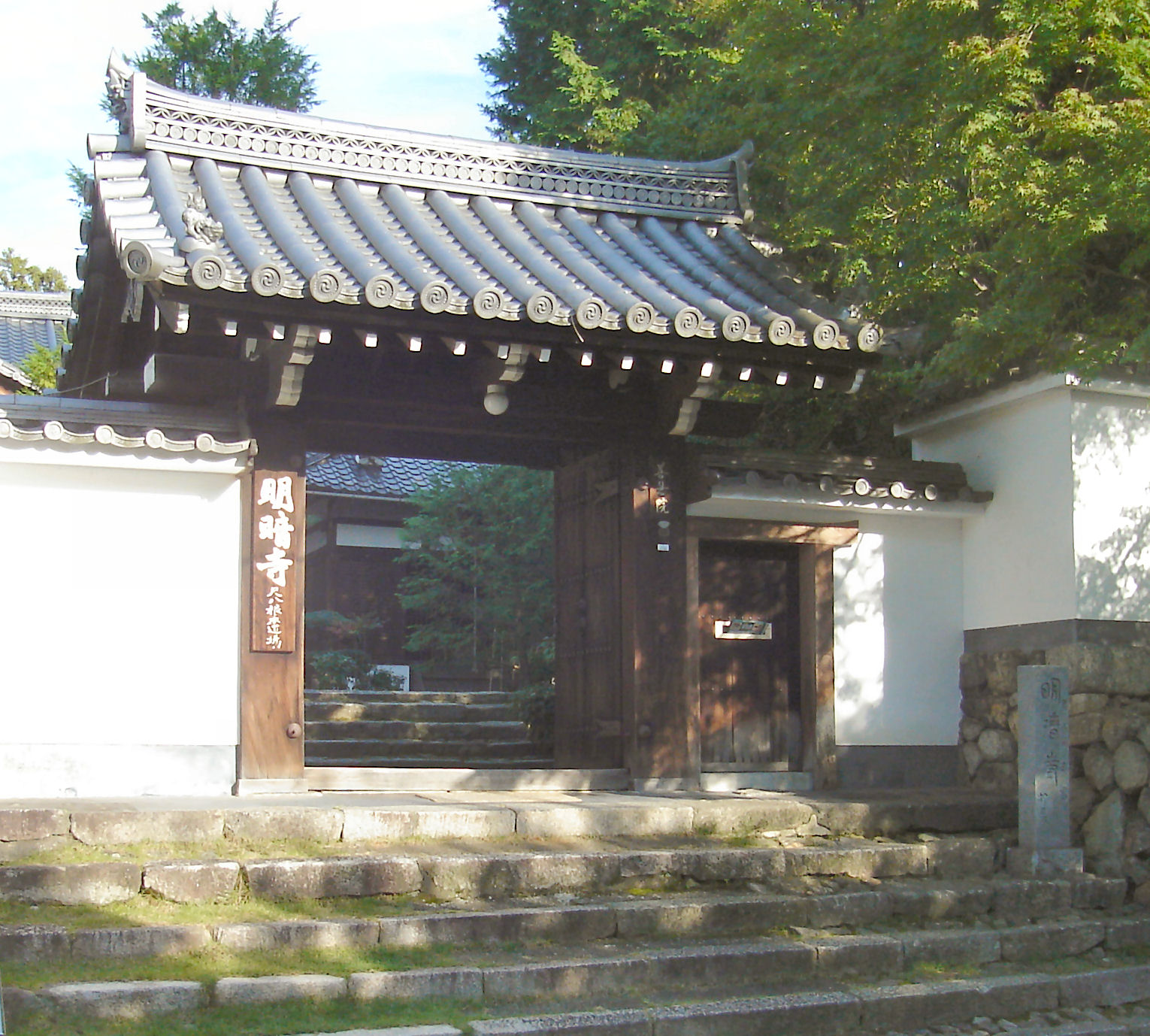
La entrada al templo Myōan-ji en Kioto. Myōan-ji, una subsidiaria de Tōfuku-ji, fue el templo principal de la secta Fuke, fundada por el komusō Kyochiku Zenji.

La secta Fuke nunca ha sido reconocida oficialmente. Solo los komusō fueron reconocidos formalmente por las autoridades en 1677, pero esto fue revocado en 1871. Técnicamente, se puede decir que los komusō continúan existiendo (aunque en una forma menos organizada) a través del linaje del grupo contemporáneo Kyochiku Zenji Hosan Kai (KZHK) en Kioto —que organiza reuniones anuales para cientos de intérpretes de shakuhachi, clérigos Rinzai y entusiastas del Fuke Zen—, y la relacionada Sociedad Myōan, así como otros grupos pequeños en todo Japón. KZHK y la Sociedad Myōan operan desde sus templos base Tōfuku-ji y Myōan-ji, siendo este último el antiguo cuartel general de la secta Fuke. Muchos monjes Rinzai todavía se desempeñan como komusō durante ciertas celebraciones en los antiguos templos Fuke-shū que, desde el siglo XIX, han vuelto al Rinzai Zen tradicional. Algunos templos notables son Kokutai-ji e Ichigatsu-ji.
Se sabe que al menos varios individuos particulares en tiempos modernos siguen estilos de vida itinerantes temporales como komusō, con fines espirituales o de aprendizaje. Hõzan Murata[cita requerida], un famoso intérprete, fabricante y dai-shihan (gran maestro) de shakuhachi, vivió como komusō durante 8 meses en 1974. Quizás el komusō contemporáneo más conocido sea Kokū Nishimura, quien continuó la famosa tradición de llamar al shakuhachi kyotaku ("campana vacía"), en referencia a la leyenda de Puhua (Fuke), y Watazumi Doso, conocido por sus innovaciones y revitalización del repertorio shakuhachi y la popularización del hotchiku.

## El fundador Puhua
Fuke-shū, según algunos relatos, se deriva de las enseñanzas del maestro zen chino Linji Yixuan (c. 800–866), conocido en Japón como Rinzai Gigen. Sin embargo, la escuela Fuke contó como fundador a uno de los contemporáneos de Linji, Pǔhuà (普化), cuyo nombre se lee como Fuke en japonés. Se decía que Puhua era un monje con múltiples talentos, conocido por ser inventivo y al mismo tiempo bastante estricto. La noción de Puhua como fundador también está respaldada por varias referencias en el Registro de Linji, así como en el Kyotaku Denki (aunque esto último se confirmó más tarde como una invención utilizada para promover los beneficios de los komusōs bajo el shogunato Tokugawa).
Una historia de Puhua demuestra particularmente su estilo único de Chan no verbal:

Cuando Panshan Baoji estaba al borde de la muerte, dijo a los monjes: "¿Hay alguien entre ustedes que pueda dibujar mi imagen?"

Muchos de los monjes hicieron dibujos para Panshan, pero ninguno fue de su agrado.
El monje Puhua dio un paso adelante y dijo: "Puedo dibujarlo".
Panshan dijo: "¿Por qué no me lo muestras?"
Puhua luego dio un salto mortal y salió.
Panshan dijo: "¡Algún día, ese tipo enseñará a otros de una manera loca!"

Habiendo dicho estas palabras, Panshan falleció.

Muchas historias sobre Puhua que aparecen en el Registro de Linji aumentan su reputación de tener una manera tosca e intransigente de expresar el dharma.

44.a. Un día, el maestro (Linji Yixuan) y Puhua fueron a un banquete vegetariano que les ofreció un creyente. Durante el mismo, el maestro preguntó a Puhua: "'Un cabello se traga el vasto océano, una semilla de mostaza contiene el monte Sumeru'. ¿Esto sucede por medio de poderes sobrenaturales, o todo el cuerpo (sustancia, esencia) es así?" Puhua pateó la mesa. El maestro dijo: "Muchacho rudo". Puhua replicó: "¿Qué lugar es aquí para hablar de rudo y refinado?"

b. Al día siguiente volvieron a asistir a un banquete vegetariano. Durante el mismo, el maestro preguntó: "La tarifa de hoy, ¿cómo se compara con la de ayer?" Puhua (como antes) pateó la mesa. El maestro dijo: "Entenderlo lo haces, pero aun así eres un tipo rudo". Puhua respondió: "Ciego, ¿se predica algo rudo o delicado en el Buda-Dharma?" El maestro sacó la lengua.

Existe cierta controversia en cuanto al grado y la naturaleza de sus talentos musicales, pero sus seguidores a menudo reflexionaban sobre una determinada historia en busca de inspiración: la historia describe a Puhua pasando por su ciudad natal, tocando una campana para convocar a otros a la iluminación. Lo mismo, para muchos practicantes de Fuke, se aplicaba al shakuhachi, y su dominio era visto como un camino hacia la iluminación.
La muerte de Puhua se relata en el Registro de Linji.[¿cuándo?] Además de darle una importancia especial al repique de la campana de Puhua, resulta particularmente llamativo como una historia de resurrección budista que iguala la famosa historia de resurrección de Bodhidharma, el maestro indio que trajo la escuela Ekayāna de la India a China, que se convirtió en el budismo chan.

65. Un día, en el mercado callejero, Fuke estaba rogando a todos y cada uno que le dieran una bata. Todos le ofrecieron uno, pero él no quiso ninguno. El maestro Linji hizo que el superior comprara un ataúd, y cuando Fuke regresó, le dijo: "He hecho que te hagan esta túnica". Fuke se echó al hombro el ataúd y regresó al mercado callejero, gritando en voz alta: "¡Rinzai hizo que me hicieran esta túnica! Me voy a la Puerta Este para entrar en la transformación" (morir). La gente del mercado se agolpaba tras él, ansiosa por mirar. Fuke dijo: "No, hoy no. Mañana iré a la Puerta Sur para entrar en la transformación". Y así durante tres días. Ya nadie lo creía. Al cuarto día, y ya sin espectadores, Fuke salió solo de las murallas de la ciudad y se metió en el ataúd. Le preguntó a un viajero que pasó por casualidad para clavar la tapa.

 La noticia se difundió de inmediato y la gente del mercado corrió allí. Al abrir el ataúd, descubrieron que el cuerpo había desaparecido, pero desde lo alto del cielo oyeron el sonido de su campana.

## Linaje Fuke en Japón
El Fuke Zen fue traído a Japón por Shinchi Kakushin (心地覚心) (1207-1298), también conocido como Muhon Kakushin (無本覺心) y póstumamente como Hotto Kokushi (法燈國師). Kakushin había viajado a China durante seis años y estudió con el famoso maestro chan chino Wumen Huikai, del linaje Linji. Kakushin se convirtió en discípulo de Chôsan, un maestro de la 17.ª generación de la secta Fuke de China.
Aunque ya no existe como organización religiosa, durante el período feudal, el número de seguidores de Fuke Zen era bastante amplio. Sus miembros podían ser fácilmente reconocidos por su práctica de tocar la flauta shakuhachi, que se consideraba una forma de meditación, denominada suizen (吹禪). Estos monjes-músicos fueron conocidos al principio como komosō (薦僧; literalmente "monjes de estera de paja") y, a mediados del siglo XVII, como komusō (虚無僧; literalmente "monje de la vacuidad").
El Fuke Zen en general hacía hincapié en la peregrinación, y sus seguidores eran en su mayoría practicantes laicos más que clérigos. Durante el período Edo (1603-1867), muchos rōnin se incorporaron a la secta y, debido al temperamento de estos antiguos samuráis, la secta se ganó la reputación de albergar a alborotadores. Los miembros de la secta Fuke también recibieron permiso del shogunato de la época para viajar libremente por todo el país, una dispensa importante teniendo en cuenta las severas restricciones de viaje de la época. En realidad, algunos de los monjes Fuke eran espías del shogunato, una práctica que ayudó a sellar la desaparición de la secta cuando cayó el propio gobierno.

## Desarrollo y desaparición
El Fuke, que inicialmente había sido una afiliación flexible de monjes y peregrinos laicos, se solidificó como una secta alrededor de 1700. Sin embargo, la secta desapareció en 1871 tras la Restauración Meiji. El nuevo gobierno promulgó una proclama del gran consejo prohibiendo la práctica del Fuke Zen y tocar el shakuhachi por razones religiosas. Esto se debe a que, como se describió anteriormente, en la práctica muchos de los Fuke eran espías e informantes del gobierno. La práctica del shakuhachi fue prohibida por completo durante cuatro años por el gobierno Meiji, después de lo cual se decretó que se permitía tocarlo secularmente. A partir de ese momento, la interpretación de las piezas originales de Fuke, el honkyoku, se recuperó muy lentamente. La recuperación continúa hasta el día de hoy.